# 遥川なつき
遥川 なつき（はるかわ なつき、1988年6月3日 - ）は、日本のタレント、歌手である。
過去に松井夏紀としても活動していた。
現在は女優として活動をしている。
アイドルグループ虹色スイッチの元メンバーである。青担当。愛称はなちゅ。

## 人物
1988年6月3日生まれ。
東京都出身。
身長164.5cm。
元バレーボール部。
2008年アイドル活動を始め、一時活動休止していたが2010年アイドルグループ虹色スイッチとしてデビュー。
青担当。愛称はなちゅ。
2013年11月24日に行われた「虹色スイッチワンマンライブ さゆみん＆なちゅ卒業公演 一生女気～虹色…虹色…スイッチON!!!」を最後に卒業。
虹色スイッチとしてCDリリース、672回のライブ公演を行い、2012年5月に有明コロシアムにて行われた日本プロバスケットボールBJリーグにライブ出演、閉会式のアシスタントを務めた。
また2013年7、9月に行われた格闘技RISEのオープニングパフォーマンスゲストを務めた。
グループ卒業後は遥川夏紀として女優活動をしている。

## 舞台
- This is a お感情博士！（笹塚ファクトリー）

## 出演
虹色スイッチ以外での出演。
- 孝太郎が行く2（2008年9月 - 10月、フジテレビ）
- 告っちゃ!(GYAO!)
- 高木ブーとニューハロナ『ハワイアン・クリスマス・ディナーショー』 - パパリナ4としてゲスト出演